# Колінопреклоніння

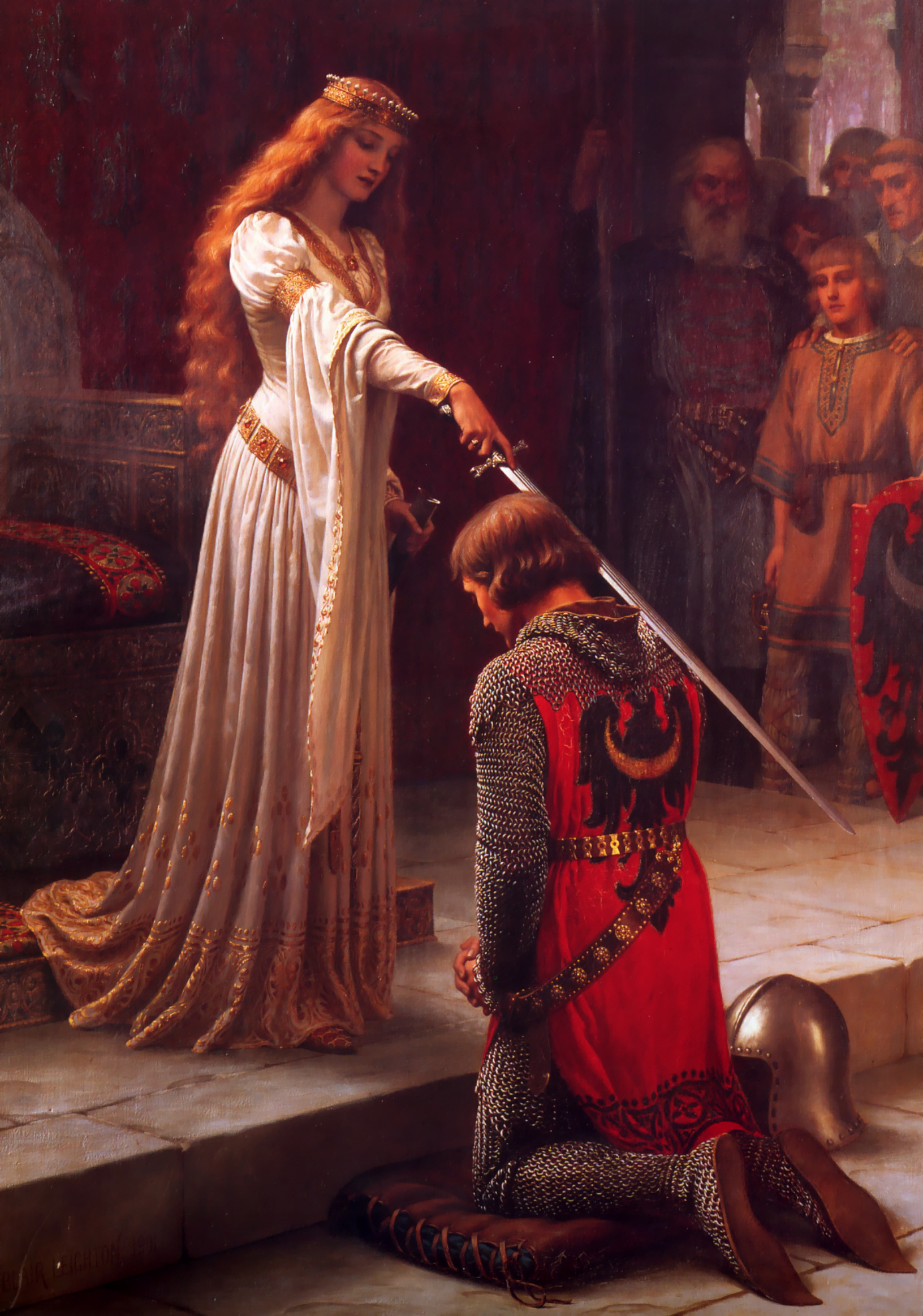
Едмунд Лейтон. «Аколада», 1901

Колінопреклоніння або Стояння на колінах — людська поза, що означає цілковиту покору перед тим, кому вклоняються: Богом, монархом, сюзереном, паном, начальником тощо.
На коліна ставав  посвячуваний в лицарі. Імператор Священної Римської імперії Генріх IV біля Каносського замку на колінах в лахмітті грішника, що розкаявся, на колінах благав папу римського Григорія VII пустити його до себе. Російський імператор Микола I під час холерного бунту 1831 року в'їхав у натовп бунтівників і громовим голосом закричав: «На коліна!», після чого багатотисячний натовп, знявши шапки, впав на коліна, і бунт був придушений.
В країнах західного світу, за курутуазним звичаєм, часто схиляють коліно, запрошуючи до шлюбу наречену.

## В релігії

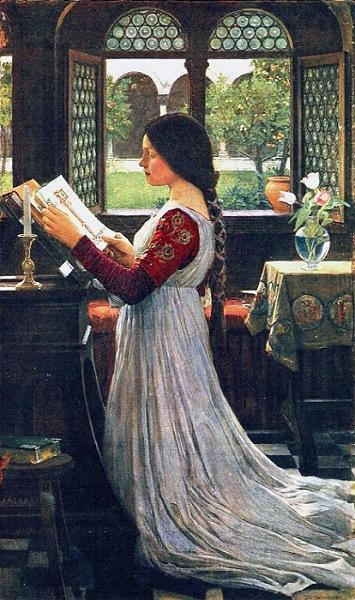
Джон Вільям Вотергаус. Служебник. 1902

У багатьох релігіях, зокрема, в християнстві, ісламі, індуїзмі прийнято стояти на колінах під час молитви в знак покори перед Богом.
У багатьох католицьких і протестантських церквах перед лавами розташовані спеціальні підставки для колін, щоб ті, що моляться, могли вставати колінами на них, а не на підлогу. У католицькій церкві віруючі встають на коліна під час причастя, а також під час миропомазання єпископом. Під час рукоположення в священики посвячуваний також стає на коліна перед єпископом або архієпископом. Ті, що каються, також можуть ставати на коліна перед священиком під час сповіді.
У православній церкві вставати на коліна зазвичай не прийнято. Однак посвячуваний в єпископи встає на коліна перед вівтарем, йому на голову кладуть Євангеліє і читають молитву. Також на коліна можуть ставити батьків і хрещених під час хрещення.

## Як покарання
Дітей змушували стояти на колінах в якості покарання за проступки; найчастіше для того, щоб покарання було більш чутливим, їх змушували стояти колінами на сухому горосі, квасолі або гречці.

## У сучасному світському житті

### В Україні
Під час російсько-української війни в містах і селах України на колінах зустрічали тіла загиблих воїнів, віддаючи останню шану героям.